# Renmark Paringa
Renmark Paringa är en region i Australien. Den ligger i delstaten South Australia, omkring 210 kilometer nordost om delstatshuvudstaden Adelaide. Antalet invånare är 9 346.
Följande samhällen finns i Renmark Paringa:
- Renmark
- Renmark West
- Renmark North
- Lyrup

Omgivningarna runt Renmark Paringa är i huvudsak ett öppet busklandskap. Runt Renmark Paringa är det mycket glesbefolkat, med 2 invånare per kvadratkilometer. Genomsnittlig årsnederbörd är 299 millimeter. Den regnigaste månaden är februari, med i genomsnitt 67 mm nederbörd, och den torraste är oktober, med 7 mm nederbörd.